# Dieter Petereit
Dieter Petereit (* 10. Oktober 1952) ist ein deutscher Jazz- und Fusionbassist sowie Musikproduzent.

## Werdegang
Petereit war Kontrabass-Schüler bei Heinz Grah in Bergisch Gladbach und war dann als Bassist den 1970er und den 1980er  Jahren aktiv. 1974 aktualisierte er mit Willy Ketzer am Schlagzeug die Tatort-Rhythmusgruppe. Mitte der Siebziger arbeitete er mit Curt Cress zusammen, aber auch mit dem Frankfurter Quintett Voices und dem Piano-Trio von Walter Strerath. 1977 spielte er auf dem Album Pompeii von Triumvirat. Ab 1977 war er Bassgitarrist bei Klaus Doldingers Passport.
Petereit wurde oft für Aufnahmen gebucht, so von Stefan Waggershausen, Herbert Grönemeyer, Ulla Meinecke, im Jazzbereich von Dexter Gordon oder Barney Kessel bis zum Schlager für Boney M. oder Howard Carpendale. In den 1980er Jahren machte er Aufnahmen mit Trio, Bobby Kimball (Toto) und Meat Loaf. Auch die Band Gänsehaut wurde bei einigen Auftritten durch Petereit unterstützt.
Von 1983 bis 1986 war er Autor im Fachblatt Musikmagazin, wo er Bass-Workshops vorstellte. 1994 und 2000 gab er Bass-Lehrbücher heraus. Auch produziert er Jingles für Radiosender.
Seit 2018 war er als Musikberater für die NDR Regional-Welle Niedersachsen tätig und soll bis 50.000 Euro im Jahr erhalten haben. Als gegen seine Ehefrau Sabine Rossbach im September 2022 Filzvorwürfe bekannt wurden, geriet auch er in die Schlagzeilen.

## Artikel bei Fachblatt Musikmagazin – Bassworkshop
| - 1983/3: Akkorde im Quintenzirkel - 1983/5: Ain't we funkin' now?! - 1983/7: Diana Motown-Disco (Diana Ross) - 1983/10: Slap-Baß-Technik Teil II - 1983/11: Jingle - 1983/12: Mark King "dance on heavy weather" - 1984/1: Sting for Practice - 1984/2: Diminished Exercise - 1984/3: Wir backen uns eine Jazzphrase - 1984/4: Schreibwaisen - 1984/5: Pino Paladino Teil 1 - 1984/6: Pino Paladino Teil II - 1984/8: Nik Kershaw + Paul Westwood - 1984/9: Peter Cetera "Stay the night" | - 1984/10: Moll-Kontroll - 1984/11: Merke - 1984/12: Joe Puerta + Ambrosia - 1985/1: Leon F. Sylvers III. + Shalamar - 1985/2: Footloose + Nathan East - 1985/3: Marcus Miller + Live mit Tom Scott - 1985/4: Country-Faulenzer - 1985/6: Major 10 ths - 1985/7: Major + Minor 10 ths - 1985/8: In Sync with a Synth - 1985/9: Jorge Calderon und El Rayo-X - 1985/10: Jorge Calderon und El Rayo X, Teil 2 - 1986/1: Improvisation – Kadenznummer Teil 3 |

(Keine vollständige Auflistung; die Schreibweise der Artikeltitel und der Bezeichnung des Workshops entspricht dem, wie es im Fachblatt Musikmagazin publiziert wurde.)

## Buchveröffentlichungen
- Easy Rock Bass, Voggenreiter Verlag 1994, ISBN 978-3802402098.
- Solid Grooves, mit Herb Quick, Voggenreiter Verlag 2000, ISBN 978-3802401503.

## Diskografie (Auszug)
- 1976: Helmut Köllen - You Won't See Me
- 1977: Triumvirat - Pompeii
- 1977: Rediscover the Beautiful – Voices (mit Heinz Sauer, Günter Kronberg, Bob Degen, Ralf Hübner)
- 1978: Passport - Ataraxia
- 1979: Passport - Garden Of Eden
- 1980: Klaus Doldinger + Passport - Lifelike
- 1980: Passport - Oceanliner
- 1981: Passport - Blue Tattoo
- 1982: Panarama - Can This Be Paradise
- 1982: Passport - Earthborn
- 1982: Stefan Waggershausen - Sanfter Rebell
- 1983: Passport - Man In The Mirror
- 1984: Stefan Waggershausen - Tabu
- 1984: Stefan Waggershausen - Mitten ins Herz -Live
- 1985: Whats the Password – Trio
- 1985: Passport - Running in Real Time
- 1986: Passport - Heavy Nights
- 1995: Passport - The Passport Anthology
- 1985: Division One – The Album – Far Corporation, mit Bobby Kimball und Steve Lukather
- 1986: Blind Before I Stop – Meat Loaf
- 1991: O' Ryan - Something Strong, mit Mervyn Spence
- 1994: Easy Rock Bass (Schulungs-CD)
- 1995: Atmospheric Conditions Permitting – Jazz Ensemble des HR[9]
- 1999: Boney M - 20th Century Hits